# Karl Stiefel
Karl Alexander Stiefel (* 29. Juni 1902 in Mannheim; † 7. August 1973 in Freiburg im Breisgau) war ein deutscher Verwaltungsjurist, der durch eine umfangreiche Publikation zur Geschichte und Verwaltungsgeschichte des Landes Baden bekannt wurde.

## Leben
Stiefel studierte an der Ruprecht-Karls-Universität Heidelberg Rechtswissenschaft und legte 1928 die zweite juristische Staatsprüfung ab. Er war seit 1920 Mitglied der Studentenverbindung Karlsruhensia. Am 15. Juni 1928 trat er in den badischen Staatsdienst ein und wurde am 17. April 1929 Regierungsrat beim Bezirksamt Emmendingen.

### Im Dienste der Nationalsozialisten
Nach einer Zwischenstation in Kehl wurde er ab 16. Mai 1934 beim Polizeipräsidium Karlsruhe eingesetzt. Im Februar/März 1935 arbeitete er im Badischen Innenministerium um dann am 24. April 1935 zum Bezirksamt Lörrach zu wechseln. 1936 war er wieder im Polizeipräsidium Karlsruhe. Am 16. August 1939 wurde er durch den badischen Innenminister, Karl Pflaumer, zunächst zum kommissarisch und am 25. April 1940 zum regulären Landrat von Buchen ernannt, was zu Unmut beim Reichsstatthalter führte. Stiefel „genoß in Partei und SS-Kreisen als beflissener Opportunist mit verschwommenem NS-Profil nur geringes Ansehen.“ Die amerikanische Militärregierung setzte ihn mit Wirkung vom 1. April 1945 als Landrat ab, nachdem er zuvor geflüchtet war und in Ulm verhaftet wurde. Er war seit 1933 Mitglied der NSDAP und seit 1938 auch in der SS. Vom 26. Mai 1945 bis 23. Juli 1947 war er interniert – zuletzt im Lager Ludwigsburg. Da seine Entnazifizierungsakte aus dem Staatsarchiv Freiburg verschwunden ist, sind keine Details bekannt.

### Aufstieg in der Bundesrepublik Deutschland
1949 wurde er Angestellter bei der badischen Landeskreditanstalt für Wohnungsbau.
Ab Februar 1950 arbeitete er im Innenministerium des damaligen Bundeslandes Baden in Freiburg und wurde am 18. April zum Regierungsrat befördert. Innenminister der CDU-Regierung unter Leo Wohleb war Alfred Schühly.
Am 2. Mai 1950 wurde er als Ersatzrichter am badischen Verwaltungsgerichtshof in Freiburg eingesetzt und wurde am 23. April 1951 zum Oberverwaltungsgerichtsrat befördert.
Nachdem das Land Baden im neu gebildeten Südweststaat Baden-Württemberg aufgegangen war, wurde Stiefel 1953 Mitglied des Verwaltungsgerichtshofs Stuttgart und 1956 dessen Direktor. 1958 stieg er zum Oberverwaltungsgerichtsrat am Senat Freiburg des Verwaltungsgerichtshofs Baden-Württemberg auf. 1959 bis 1960 war er Abteilungsleiter im Innenministerium und anschließend Senatspräsident am Verwaltungsgerichtshof in Stuttgart. Zuletzt war er Präsident des Verwaltungsgerichts und Vorsitzender der Dienststrafkammer Karlsruhe.

### Der Historiker
Nach seiner Pensionierung 1967 befasste sich Stiefel insbesondere mit der Fertigstellung seiner umfangreichen Geschichte Badens im Zeitraum 1648 bis 1952 und der darin eingearbeiteten sehr detaillierten Verwaltungsgeschichte Badens. Insgesamt sammelte er während 30 Jahren Material, das zehn Aktenordner füllte. Er erlebte deren Publikation nicht mehr. Das Werk wurde durch seine Witwe Margarete Stiefel (geb. Ancke) und den Verein für oberrheinische Rechts- und Verwaltungsgeschichte e. V. 1977 in zwei Bänden mit 2104 Seiten herausgebracht. Zum 50-jährigen Jubiläum des Landes Baden-Württemberg hat der Förderverein des Generallandesarchivs Karlsruhe im Jahr 2002 einen Nachdruck des lange vergriffenen Werkes aufgelegt. Das Nachschlagewerk gilt als Pendant zu Alfred Dehlingers Werk, Württembergs Staatswesen in seiner geschichtlichen Entwicklung bis heute. Die Endredaktion übernahm Kurt Ulrich Bauch und die Register erstellte Rudolf Haas.